# Карл Фаберже
Пе́тер Карл Фаберже́ (18 (30) травня 1846, Санкт-Петербург — 24 вересня 1920, Лозанна) — російський ювелір, засновник сімейної фірми і династії майстрів ювелірного мистецтва.

## Біографія

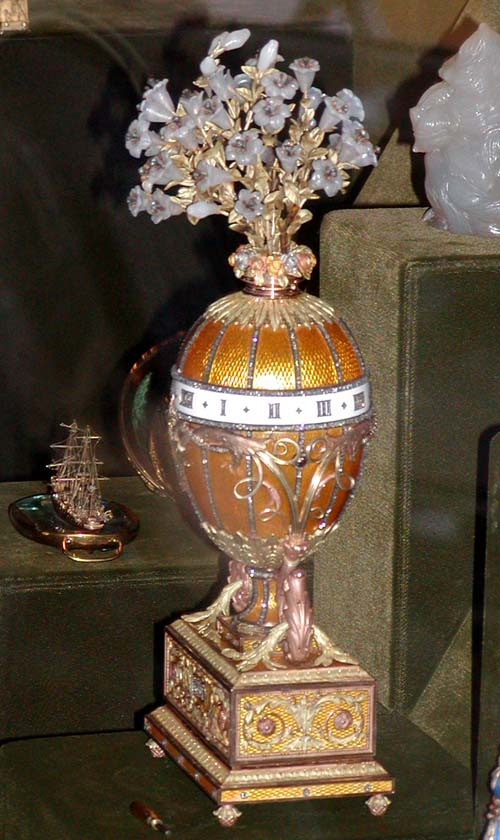
Яйце Фаберже

Батько Петера Карла Ґустав Фаберже походив з родини гугенотів, був скромним ювеліром, який займався своєю справою з 1841 р. В 1860 р. чотирнадцятирічний Карл разом з батьками переїжджає до Дрездена. Звідти батько посилає його в подорож по Європі, він затримується на тривалий час у Франкфурті-на-Майні, у Флоренції і Парижі. Повернувшись до Петербургу в 1866 р., Фаберже — уже повноправний майстер — працює разом з Хіскіасом Пендіном, Августом Гольмстремом і Вільгельмом Раймером. Усі вони раніше працювали в його батька. У 1868 р. до фірми приєднується фінський ювелір Ерік Колін, а у 1872 р. Карл Фаберже стає власником майстерні свого батька. Колін — його перший головний майстер.

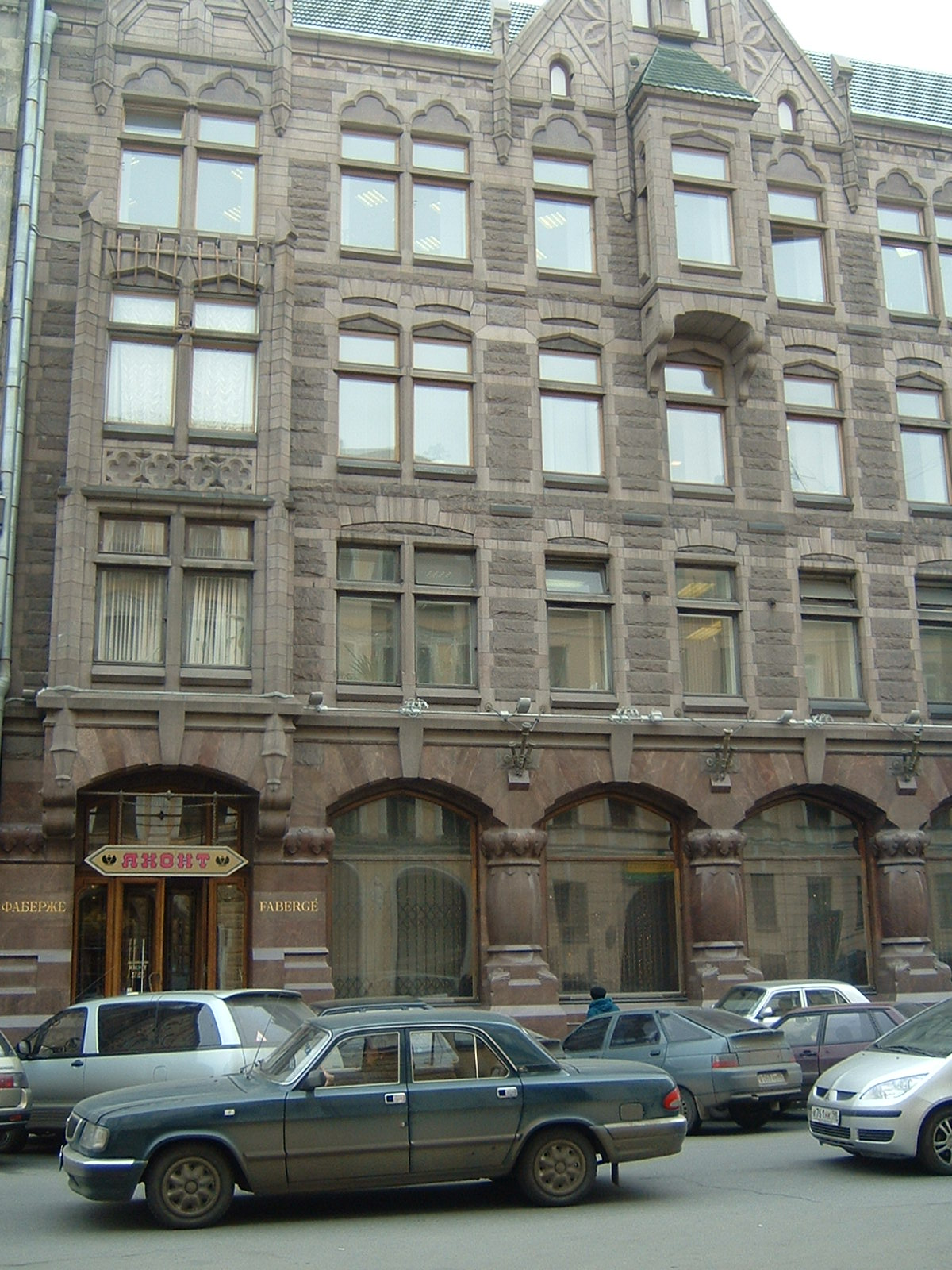
Магазин Фаберже в Санкт-Петербурзі

Облікові книги Кабінету Його Імператорської Величності свідчать про суперечку Фаберже за імператорські замовлення з іншими відомими ювелірами, такими як Юліус Буті, Едуард Болін, Фрідріх Кехлі и Леопольд Цефтінген. Спочатку, його частка в замовленнях Двору була незначною, але з часом вона зростала, Фаберже все частіше згадувався в облікових книгах Двору. Йому вдалося швидко заволодіти прихильністю найвищих придворних чиновників, надаючи безплатні послуги з оцінки, ремонту і реставрації ювелірних виробів в Ермітажі. Вільний доступ до експонатів дозволив уважно вивчити технічні прийоми колишніх ювелірів, стилістичні особливості виробів, які були виготовлені в різні епохи.
Ніша у смаках і запитах публіки, відкрита генієм Фаберже, зараз заповнювалася з його допомогою — це була ціла низка корисних речей — портсигарів, ламп, дзвінків, годинників, які щоразу виходили неперевершеними. Кожна з них була довершеною і мала вишукані форми. Вони миттєво упізнавалися, відмінно демонструючи статус їх власника. Той, хто купував ці дорогоцінні іграшки і дрібнички, потрапляв в компанію «обраних». Фаберже мав у своєму розпорядженні групу унікально обдарованих дизайнерів і майстрів найвищої кваліфікації. Завдяки постійному новаторству він легко випереджав своїх конкурентів. Саме прагнення до новизни дозволяло йому стверджувати, що в кінці кожного року він переплавляв усі речі, які залишалися непроданими. Фаберже міг з гордістю сказати про себе в інтерв'ю журналісту: «…якщо порівняти з моєю справою такі фірми як Тіффані, Бушеран, Картьє, то у них, ймовірно, віднайдеться дорогоцінностей більше ніж у мене. У них можна знайти готове кольє за 1,5 млн рублів. Але ж це торговці, а не ювеліри-художники. Мене мало цікавить дорога річ, якщо її ціна лише в тому, що вправлено багато діамантів або перлин». Це кредо вирізняло Фаберже від його конкурентів. Він також заявляв, що будь-яка річ, яка не відповідає його жорстким стандартам довершеності, має знищуватися.
Грандіозні святкування з приводу 300-ліття Династії Романових, що перетворилися в апофеоз правління династії, для Фаберже означали останню найбільшу хвилю за кількістю замовлень. Він проєктує і виготовляє безліч предметів і ювелірних виробів з емблемою династії Романових з датами 1613—1913 рр., в тому числі і пасхальне яйце «300-річчя Дому Романових», яке зараз зберігається в Кремлі. В документах Кабінету Є. І. В. є відомості про дрібні прикраси: значки, шпильки, брошки.
З моменту оголошення війни в 1914 році ера Фаберже, яка проходила для нього під знаком імператорської щедрості і покровительства, мала завершитися. Після ейфорії перших перемог прийшли великі поразки і втрати, для усіх настали важкі часи. В ці роки Фаберже характеризують два пасхальних яйця (1915 р.), їх дизайн покликаний відобразити діяльність імператриці і її дочок в Червоному хресті.
6 листопада 1916 р. Фаберже — як захід перестороги у важкі часи — організував акціонерну компанію з Аверкієвим, Багером, Бізовим і Маркетрі. 1917 рік приніс крах старого світу: відбулися Лютнева революція, зречення царем престолу 2 (15) березня, арешт царської родини і Жовтнева революція. Фірма потрапила до рук так званого «Комітету працівників товариства і компанії Фаберже» і діяла в цій якості до жовтня 1918 р. Наприкінці 1917 р. Карл Фаберже закрив свій будинок на Великій Морській вулиці, передавши його директору Ермітажу. Він перебрався в Ригу, звідти в Берлін, далі в Гамбург на Таннасі, потім у Вісбаден, де захворів. В червні 1920 р. його дружина Августа Богданівна Якобс (дочка придворного столярного майстра) і старший син Євгеній перевезли його в Лозанну, де він помер 24 вересня 1920 р. і за його бажанням тіло було кремовано. Прах похований на цвинтарі Гран-Жас у Каннах.

## Пасхальні яйця Фаберже
Перше пасхальне яйце було замовлене Фаберже імператором Олександром III в 1885 р. Завдяки його миттєвому успіху, Фаберже отримав постійне замовлення імператорського двору і став виконувати пасхальні яйця одне за одним, десять — для царя Олександра III, які той кожного року, аж до смерті, в 1894 р., дарував своїй дружині Марії Федорівні; і ще 44 — в період між 1895 і 1916 рр. — для царя Миколи II як подарунки для його матері і дружини Олександри Федорівни. Загалом за імператорським замовленням він створив 54 пасхальні яйця. Можна також вважати, що декілька яєць було подаровано свого часу і іншим членам імператорської сім'ї. Сьогодні достеменно відомо, що до нашого часу збереглося 45 пасхальних яєць, зроблених за царським замовленням; збереглася фотографія одного; ще 5 відомі за описами. Збереглися також одне з двох незавершених пасхальних яєць, роботи над якими велися в 1917 році.
Завдяки російському бізнесмену Віктору Вексельбергу колекція Форбса, придбана ним за 100 мільйонів доларів, повернулася на батьківщину в 2004 році.

## Карл Фаберже і Україна

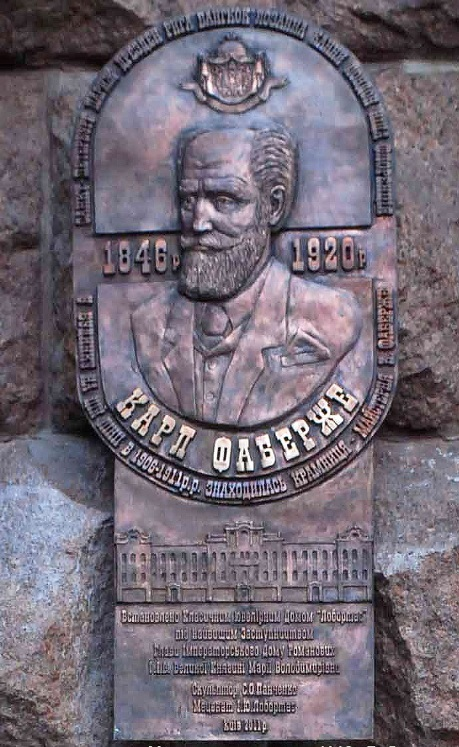

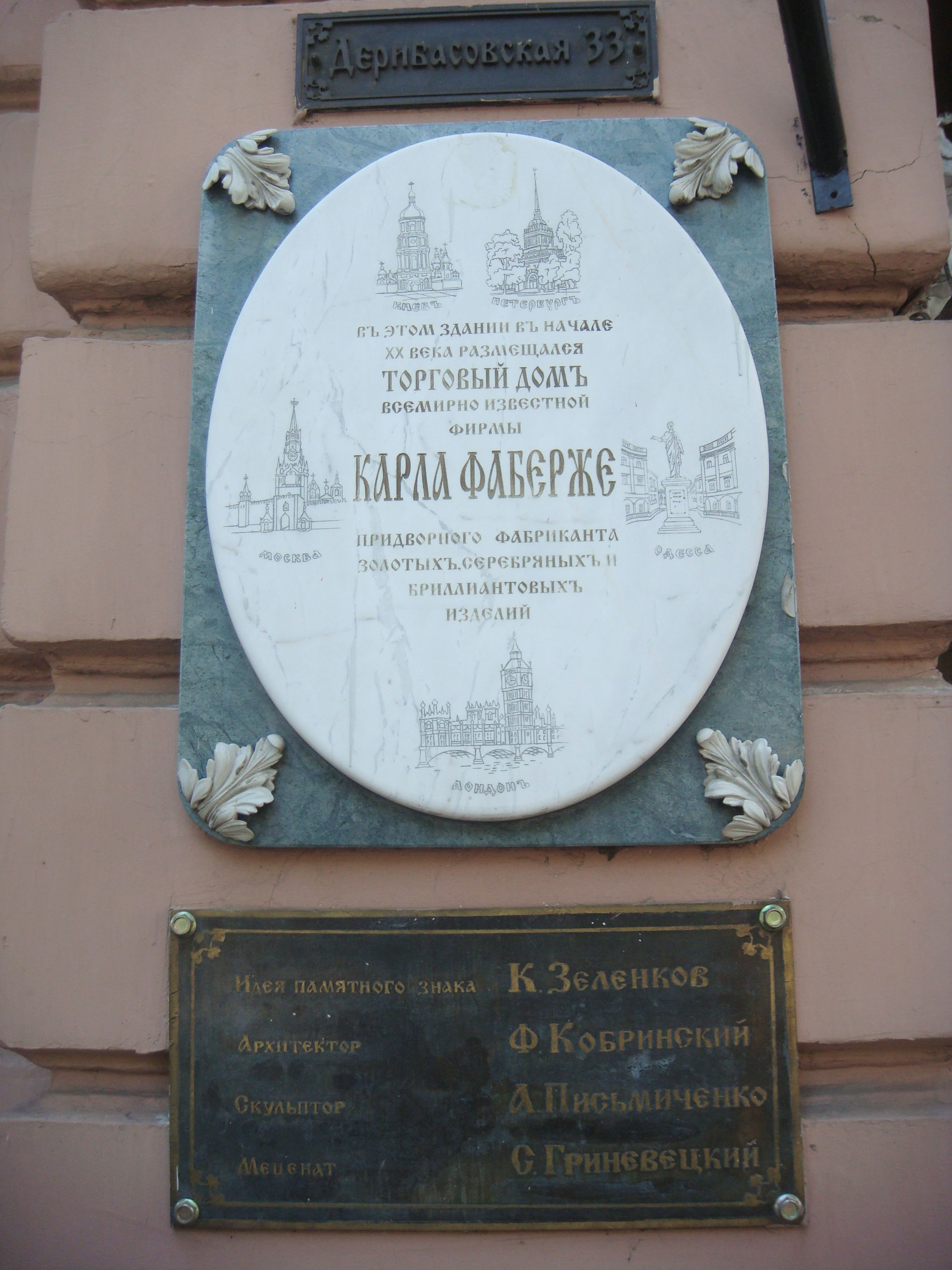
Табличка з Одеси

На Хрещатику у Києві з 1906 по 1911 рік діяла майстерня К. Фаберже. До сьогодні будинок не зберігся. На місці, де він стояв у 2011 р. відкрита меморіальна табличка.